# 第三十届超级碗
第三十届超级碗（Super Bowl XXX）是美国国家橄榄球联盟1995赛季的总决赛，由美联冠军匹兹堡钢人队对阵国联冠军达拉斯牛仔队。比赛于1996年1月28日在坦佩的太阳魔体育场（Sun Devil Stadium）举行。
最终，达拉斯牛仔队以27-17战胜匹兹堡钢人队，第五次夺得超级碗冠军。角卫拉里·布朗获得最有价值球员称号。